# オレグ・プロコフィエフ
オレグ・セルゲーエヴィチ・プロコフィエフ（ロシア語: Оле́г Серге́евич Проко́фьев, 1928年12月14日 - 1998年8月20日）は、ソビエト連邦の画家、彫刻家、詩人。作曲家セルゲイ・プロコフィエフの息子。

## 生涯
1928年12月14日にセルゲイ・プロコフィエフと最初の妻のリーナとの間にパリで生まれた。パリで暮らした後、7歳だった1935年にモスクワへと移った。
はじめソフィア・コラヴィナと結婚し、息子のセルゲイ（1954年-2014年）を儲けた。セルゲイは1985年から妻のアストリド（Astrid）と共にドイツとスイスに暮らし、セルゲイ・O・プロコフィエフとして人智学の分野で深遠な作品を著した他、一般のキリスト教のオカルト信仰についても書いている。
モスクワでイギリスの歴史家であるカミラ・グレイに出会う。彼女の著書がソビエト政府を刺激したことに端を発する6年間の面会禁止期間を経て彼女と結婚すると、2人は娘のアナスタシアを授かった。しかし、結婚からわずか2年でカミラは他界している。
西側へ赴く決意をしたプロコフィエフは、1971年から1998年にこの世を去るまでロンドンに居を構えた。フランシスと結婚して5人の子を儲けるが、そのうちのひとりクエンティンは幼くして亡くなっている。家族と共にサウス・ロンドン（英語版）のブラックヒース（英語版）に暮らした。フランシス・プロコフィエフ、その4人の子どもとアナスタシアはイギリスに居住している。息子のガブリエル・プロコフィエフはロンドンを拠点とした作曲家、プロデューサー、DJである。
プロコフィエフは1998年、イギリス海峡に浮かぶチャンネル諸島のオルダニー島での休暇中に69歳で生涯を閉じた。

## キャリア
16歳から芸術家としてのキャリアを開始し、1944年から1949年にかけてモスクワ美術大学に通った。勉学を修めた後、画家のロベルト・ファリクのスタジオに勤め、1952年からはモスクワの美術史研究所で働くようになった。ここでインドと東アジアの古代美術に特化して研究し、書物を出版している。作曲家セルゲイ・プロコフィエフの次男である彼は、父の音楽が自分に「何らかの素晴らしい力（中略）詩的もしくは芸術的衝動」を吹き込んでくれたと綴っている。
生前はイギリス、ドイツ、ロシア、フランス、アメリカ合衆国など世界各地で展覧会を開いた。芸術家として、芸術の未来に興奮を覚えると同時にその歴史から多くのことを知った。1977年のニューヨーク訪問ではマーク・ロスコ、クリフォード・スティル、ロバート・マザーウェル、バーネット・ニューマン、ヘレン・フランケンサーラーの作品に触れ、これらから1980年代を通じて自身の作品への影響を受け続けた。有機的なロシア構成主義的彫刻の創作を開始すると、短期間のうちに絵画作品も変化し始めた。1980年代の明るく満たされた線画や都市を遠景に捉えた彫刻は、1960年代と70年代の白で満たした中に置かれた灰色と茶色の作品との決別であった。
死後、著名な作品はモスクワのトレチャコフ美術館の収蔵品として展示されている。作品は他にもドイツのレームブルック現代彫刻美術館、アメリカのジマーリ美術館、イギリスのリーズ美術館、イタリアのトレント・ロヴェレート近現代美術館に収蔵されている。

## 主要展覧会
- 2014年 – 'From East to West' at Hill Gallery, London[7]
- 1999年 – DeliArt, London
- 1997年 – Museum of Music, Moscow
- 1994年 – Contemporary, London
- 1993年 – W. Lehmbruck Museum of Modern Sculpture, Germany
- 1991年 – Lemington Spa Art Gallery and Museum; Malvern Winter Gardens
- 1989年 – Sue Rankin Gallery, London; La Mama Galleria, New York City
- 1988年 – Burg Zweiffel, (Germany); ‘100 Years of British Art’ at Leeds City Art Gallery
- 1987年 – Opernhaus Dortmund|Dortmund Opera House and Matthew Scott Gallery, Miami
- 1985年 – Woodlands House|Woodlands Art Gallery, London
- 1984年–1985年 – Galerie ‘Edition de Beauclair’, Munich; and Theater am Gartnerplatz, Munich
- 1984年 – Old Vic Theatre, London; Galerie Johanna Ricard, Nuremberg
- 1983年 – ACG, London
- 1981年 – Galerie Mandragore, Paris
- 1980年 – Galerie C. Ratie, Paris
- 1977年 – Norther Artists Gallery, Harrogate
- 1976年 – University of Surrey, Guildford; Sadlers Wells Theatre, London
- 1975年 – Coard, Paris
- 1974年 – Leeds City Art Gallery